# 아타나주아
《아타나주아》(이누크티투트어: ᐊᑕᓈᕐᔪᐊᑦ, 영어: Atanarjuat: The Fast Runner)는 2001년 제작된 캐나다의 서사 영화이다. 영화사상 최초 이누크티투트어로 연출, 각본 그리고 연기까지 이루어진 최초의 장편 작품이다.
제54회 칸 영화제(2001) 황금 카메라상 수상작이며, 2001 지니상에서 작품상을 포함한 6개 부문 수상작이다. 2004, 2015년 토론토 국제 영화제 선정 '올타임 최고의 캐나다 영화 10선' 중 하나로 뽑힌 작품이다.

## 출연

### 주연
- 나타 운갈라크
- 실비아 이바루

### 조연
- 피터-헨리 아나시아크
- 루시 툴루가룩
- 매들린 이발루
- 폴 쿠리탈릭
- 유진 입카낙

## 기타
- 미술: 제임스 운갈라크